# 오모테하라 겐타
오모테하라 겐타(일본어: 表原 玄太, 1996년 2월 28일 ~ )는 일본의 축구 선수이다.

## 구단 경력
그는 2014년부터 J리그의 에히메 FC, 쇼난 벨마레, 도쿠시마 보르티스, 마쓰모토 야마가 FC, 도치기 시티에서 뛰었다.